# 蒙古第一次入侵高丽
蒙古第一次入侵高丽，元太宗三年（1231年）八月至元太宗四年（1232年）正月，蒙古帝国第一次进攻高丽王朝的作战。
成吉思汗十三年（高丽高宗五年，1218年）高丽与蒙古约和纳岁贡，后因蒙古索贡不止，高丽高宗十一年（1224年）高丽暗杀蒙古使者，断绝往来。高丽高宗十八年（1231年）八月，窝阔台因高丽杀害蒙古使臣，派都元帥撒禮塔率军攻打高丽。八月壬午，圍攻咸新鎭（今朝鮮义州）、屠鐵州。九月乙酉，崔瑀派以大將軍蔡松年爲北界兵馬使，抵御蒙古。九月丙戌，蒙古兵圍攻龜州城不克而退。九月癸巳，蒙古兵攻西京平壤城不克。九月丁酉，蒙古兵至黃州、鳳州二州，百姓逃到鐵島。九月癸卯，蒙古兵圍龍州。九月壬子，蒙古兵攻陷宣州、郭州二州。十月初一癸丑朔，蒙古派使者至平州。十月壬申，郞將池義深押送平州所囚蒙古二使者到京，一个是蒙古人，一个是女真人。蒙古兵攻破龜州城。十一月甲辰，增加五軍兵馬，抵御蒙古。蒙古兵因为平州囚禁使者，十一月庚戌夜蒙古殺州官，屠平州城。蒙古降四十余城，降将洪福源入城招降。十一月辛亥，蒙古兵屯王京（开城）宣義門外，蒲桃元帥屯金郊，迪巨元帥屯吾山，唐古元帥屯蒲里，前鋒到禮成江，焚燒房屋，殺掠人民。十二月，蒙古向廣州、忠州、清州侵掠。高宗派遣淮安公王挺向撒禮塔请和。高宗在內殿大宴蒙使。高丽高宗十九年（1232年）正月，撒礼塔后在开城任命达鲁花赤等72人镇守，在京、府、县设达鲁花赤监其国。高丽派淮安公、金就礪、奇允肅慰送蒙古，撒禮塔还军屯辽东，京城解嚴。